# Sheri S. Tepper
Pour les articles homonymes, voir Tepper.
Sheri S. Tepper, née le 16 juillet 1929 à Littleton dans le Colorado et morte le 22 octobre 2016 à Santa Fe au Nouveau-Mexique, est une écrivaine américaine de science-fiction et d'horreur.
Elle est considérée comme une des écrivaines majeures de la science-fiction féministe des années 1980.

## Biographie
Elle est née le 16 juillet 1929 sous le nom de Shirley Stewart Douglas près de  Littleton, dans la campagne du Colorado,,.
Ses parents sont Hazel Louise et Stedman Stewart. Elle passe une enfance solitaire avec son jeune frère, étant souvent envoyés à l'extérieur afin que la maison soit calme pour ses parents âgés. Elle développe un grand amour pour les animaux durant son enfance, un thème qui deviendra central dans son œuvre.
Elle a lu de la science-fiction et des romans de fantasy enfant, comme les ouvrages d'Abraham Merritt and C. S. Lewis, ainsi que tout ce qui se rapportait au livre de Frank Baum sur Le Magicien d'Oz, Le Pays de la nuit (en) de William Hope Hodgson et Islandia (en) de Austin Tappan Wright (en). Elle indiquera une fois adulte que ce sont les livres auxquels elle revient encore et encore.

## Carrière dans le planning familial
Sheri S. Tepper a travaillé pour le planning familial de Rocky Mountain à Denver de 1962 à 1986. Elle en est devenue directrice générale, faisant de la petite ONG une organisation fournissant des services de planning familial dans tout le Colorado et le Wyoming. Elle a créé un modèle de prestation rendant les avortements accessibles aux femmes à bas revenus, étant une militante fervente des libertés reproductives et du droit des femmes à disposer librement de leur corps. Son modèle a été largement développé par la suite dans tous les États-Unis.

## Carrière littéraire
Sheri S. Tepper commence par écrire des poèmes sous son nom de femme mariée Sheri S. Eberhart en 1963. Le premier de ses poèmes « Lullaby : 1990 » est publié dans Galaxy en 1963. Elle n'écrit plus ensuite pendant près de vingt ans. À sa retraite elle déménage de Denver pour aller vivre avec son mari dans un ranch près de Castle Rock, dans le Colorado puis plus tard près de Santa Fe, au Nouveau Mexique New Mexico. C'est à ce moment qu'elle débute dans les années 1980 une seconde carrière prolifique d'écrivaine dans sa cinquantaine. Elle produit de la SF fantastique sous le nom de Tepper, un roman d'horreur sous le nom de E E Horlak, des romans de détective sous le nom de B J Oliphant et A J Orde. Elle écrit d'abord The Revenants publié en 1984 et son premier roman de SF publié est King's Blood Four  en 1883. Durant les trente années suivantes elle produit un nombre impressionnant de romans et finit par se concentrer sur la SF. Son premier roman de SF notable est Un monde de femmes, publié en 1988. Ce roman a surpris le public par ses aspects de féminisme radical et la violence du monde post-apocalyptique qu'il décrit, avec une société de ségrégation complète des hommes et des femmes selon des critères basés sur la supposée supériorité des femmes. Tous ses romans par la suite font apparaitre la même férocité et la même colère dans l'analyse des sujets principaux (féminisme, écologie, religion, anti-spécisme),.
Tepper est considérée comme une des écrivaines majeures parmi les nouvelles voix qui apparaissent dans les années 1980 de la science-fiction féministe, avec Suzy McKee Charnas, Joanna Russ et Marge Piercy.
Elle a utilisé divers pseudos au cours de sa carrière : A. J. Orde, E. E. Horlak, B. J. Oliphant, Sheri S. Eberhart.
En 1998 elle fait sa première (et sans doute la seule) apparition publique dans une convention de science-fiction (en), en tant qu'invitée d'honneur de la 25ème Wiscon, qui se tient tous les ans à Madison dans le Wisconsin.
Sheri S. Tepper meurt le 22 octobre 2016 à Santa Fe, au Nouveau-Mexique, où elle dirigeait une maison d'hôte dans son ranch. Elle était mariée à  Eugene X. Tepper et avait deux enfants : une fille Regan Eberhar, et un fils, Mark Eberhart.

## Analyse de l'œuvre
Elle est surtout connue pour ses récits de science-fiction féministes, qui sont typiques de la deuxième vague féministe, entre le genre de Margaret Atwood, Marge Piercy et ayant des ressemblances avec les univers de Jack Vance ou de Dune de  Frank Herbert. Elle se réclame également de l'écoféminisme et de valeurs spirituelles, propageant ses opinions à travers ses livres. Son livre Un monde de femme décrit un matriarcat qui se livre à l'eugénisme d'État pour éliminer des caractéristiques d'homosexualité ou de violence chez ses sujets, considérées comme des fléaux.
Ses romans les plus connus sont Un monde de femmes, parfois critiqué pour son essentialisme et sa présentation de l'eugénisme, La Belle endormie, un conte de fée explorant le mythe de la Belle au bois dormant qui a remporté le prix Locus du meilleur roman de fantasy en 1992, et Grass un roman écologique dérangeant et étrange, qui met également en lumière des questions religieuses qui est celui qui a reçu le plus de critiques positives,.

## Œuvres

### SérieEttison
1. (en) Blood Heritage, Tor Books, 1986
2. Ossements, Pocket, coll. « Terreur », 1989 ((en) The Bones, Tor Books, 1987)

### SérieMarianne
1. (en) Marianne, The Magus, and the Manticore, 1985
2. (en) Marianne, The Madame, and the Momentary Gods, 1988
3. (en) Marianne, the Matchbox, and the Malachite Mouse, 1989

### SérieMarjorie Westriding
1. Rituel de chasse, J'ai lu, 1992 ((en) Grass, 1989)
2. (en) Raising the Stones, 1990
3. (en) Sideshow, 1992

### UniversPlague of Angels

#### UniversThe True Game

##### SérieTrue Game
1. (en) King's Blood Four, 1983
2. (en) Necromancer Nine, 1983
3. (en) Wizard's Eleven, 1984

##### SérieMavin Manyshaped
1. (en) The Song of Mavin Manyshaped, 1985
2. (en) The Flight of Mavin Manyshaped, 1985
3. (en) The Search of Mavin Manyshaped, 1985

##### SérieJinian
1. (en) Jinian Footseer, 1985
2. (en) Dervish Daughter, 1986
3. (en) Jinian Star-Eye, 1986

#### SérieA Plague of Angels
1. Prière à l'ange obscur, J'ai lu, 1995 ((en) A Plague of Angels, 1993)
2. (en) The Waters Rising, 2010
3. (en) Fish Tail, 2014

### SérieThe Awakeners
1. (en) Northshore, 1987
2. (en) Southshore, 1987

### Romans indépendants
- (en) The Revenants, 1984
- (en) After Long Silence, 1987
- Un monde de femmes, J'ai lu, 1988 ((en) The Gate to Women's Country, 1988)
- (en) Still Life, 1989
- La Belle endormie, J'ai lu, 1994 ((en) Beauty, 1991)
- (en) Shadow's End, 1994
- (en) Gibbon's Decline and Fall, 1996
- (en) The Family Tree, 1997
- La Danse des six lunes, J'ai lu, coll. « Millénaires », 2002 ((en) Six Moon Dance, 1998)  (ISBN 978-2-290-31671-9)
- (en) Singer from the Sea, 1999
- (en) The Fresco, 2000
- L'Aube du visiteur, Mnémos, coll. « Icares », 2005 ((en) The Visitor, 2002)
- (en) The Companions, 2003
- (en) The Margarets, 2007